# یوهان بن علوان
یوهان بن علوان (زادهٔ ۲۸ مارس ۱۹۸۷) بازیکن فوتبال اهل فرانسه با اصالتی اهل تونس است.
از باشگاه‌هایی که در آن بازی کرده‌است می‌توان به سن-اتین، چزنا، پارما، آتالانتا، لستر سیتی و فیورنتینا اشاره کرد. وی هم‌اکنون بازیکن باشگاه فوتبال ناتینگهام فارست در چمپیونشیپ است.